# Prelatura territorial de Chuquibamba
La prelatura territorial de Chuquibamba (en latín: Praelatura Territorialis Chuquibambensis) es una circunscripción eclesiástica de la Iglesia católica en Perú. Se trata de una prelatura territorial latina, sufragánea de la arquidiócesis de Arequipa. Desde el 9 de febrero de 2024 su prelado electo y administrador apostólico es Juan Carlos Asqui Pilco.

## Territorio y organización
La prelatura territorial tiene 22 151 km² y extiende su jurisdicción sobre los fieles católicos de rito latino residentes en parte del departamento de Arequipa, comprendiendo las provincias de: Camaná, Castilla, Condesuyos y La Unión.
La sede de la prelatura territorial se encuentra en la ciudad de Camaná, en donde se halla la Catedral de San Miguel Arcángel. En Chuquibamba se encuentran las ruinas de la excatedral de la Inmaculada Concepción, cuya iglesia colonial fue destruida por un terremoto en 1959 y remplazada por otra nueva que fue destruida por otro sismo el 23 de junio del año 2001.
En 2021 en la prelatura territorial existían 25 parroquias.

## Historia
La prelatura territorial fue erigida el 5 de junio de 1962 con la bula Christi caritas del papa Juan XXIII, derivando el territorio de la arquidiócesis de Arequipa y de la prelatura territorial de Caravelí.

## Estadísticas
Según el Anuario Pontificio 2022 la prelatura territorial tenía a fines de 2021 un total de 119 260 fieles bautizados.
| Año                                                                             | Población            | Población | Población      | Sacerdotes | Sacerdotes    | Sacerdotes    | Bautizados por sacerdote | Diáconos permanentes | Religiosos | Religiosos | Parroquias |
| Año                                                                             | Bautizados católicos | Total     | % de católicos | Total      | Clero secular | Clero regular | Bautizados por sacerdote | Diáconos permanentes | Varones    | Mujeres    | Parroquias |
| ------------------------------------------------------------------------------- | -------------------- | --------- | -------------- | ---------- | ------------- | ------------- | ------------------------ | -------------------- | ---------- | ---------- | ---------- |
| 1966                                                                            | 120 000              | 130 000   | 92.3           | 19         | 15            | 4             | 6315                     |                      | 4          | 20         | 17         |
| 1970                                                                            | 98 000               | 101 000   | 97.0           | 18         | 12            | 6             | 5444                     |                      | 6          | 20         | 20         |
| 1976                                                                            | 91 000               | 94 080    | 96.7           | 16         | 8             | 8             | 5687                     |                      | 8          | 25         | 22         |
| 1980                                                                            | 108 000              | 113 000   | 95.6           | 15         | 8             | 7             | 7200                     |                      | 7          | 24         | 23         |
| 1990                                                                            | 140 000              | 150 000   | 93.3           | 10         | 4             | 6             | 14 000                   |                      | 6          | 30         | 24         |
| 1999                                                                            | 154 000              | 160 000   | 96.3           | 22         | 13            | 9             | 7000                     |                      | 53         |            | 13         |
| 2000                                                                            | 242 500              | 250 000   | 97.0           | 20         | 10            | 10            | 12 125                   |                      | 10         | 40         | 12         |
| 2001                                                                            | 129 000              | 162 000   | 79.6           | 16         | 7             | 9             | 8062                     |                      | 9          | 39         | 12         |
| 2002                                                                            | 129 000              | 132 000   | 97.7           | 20         | 8             | 12            | 6450                     |                      | 20         | 40         | 23         |
| 2003                                                                            | 130 861              | 133 341   | 98.1           | 21         | 9             | 12            | 6231                     |                      | 20         | 37         | 23         |
| 2004                                                                            | 135 647              | 138 416   | 98.0           | 24         | 12            | 12            | 5651                     |                      | 20         | 38         | 23         |
| 2013                                                                            | 135 100              | 151 400   | 89.2           | 31         | 19            | 12            | 4358                     |                      | 13         | 56         | 24         |
| 2016                                                                            | 112 905              | 126 143   | 89.5           | 33         | 21            | 12            | 3421                     |                      | 12         | 43         | 36         |
| 2019                                                                            | 116 353              | 132 220   | 88.0           | 29         | 20            | 9             | 4012                     |                      | 11         | 44         | 23         |
| 2021                                                                            | 119 260              | 135 660   | 87.9           | 27         | 19            | 8             | 4417                     |                      | 8          | 40         | 25         |
| Fuente: Catholic-Hierarchy, que a su vez toma los datos del Anuario Pontificio. |                      |           |                |            |               |               |                          |                      |            |            |            |

## Episcopologio
- Redento Maria Gauci, O.Carm. † (5 de junio de 1962-febrero de1977 renunció)
- Luis Baldo Riva, C.SS.R. † (27 de junio de 1977-27 de junio de 1983 falleció)
- Felipe María Zalba Elizalde, O.P. † (29 de febrero de 1984-19 de octubre de 1999 falleció)
- Mario Busquets Jordá (25 de enero de 2001-11 de mayo de 2015 retirado)
- Jorge Enrique Izaguirre Rafael, C.S.C. (11 de mayo de 2015-27 de diciembre de 2023 nombrado obispo de Chosica)
  - Juan Carlos Asqui Pilco, desde el 9 de febrero de 2024